# كيلي إمبيرج
كيلي إمبيرج (بالإنجليزية: Kelly Emberg)‏ هي عارضة أمريكية، ولدت في 2 يوليو 1959 في هيوستن في الولايات المتحدة.

## وصلات خارجية
- الموقع الرسمي
- كيلي إمبيرج على موقع IMDb (الإنجليزية)
- كيلي إمبيرج على موقع دليل عارضات الأزياء (الإنجليزية)